# Rodamina B

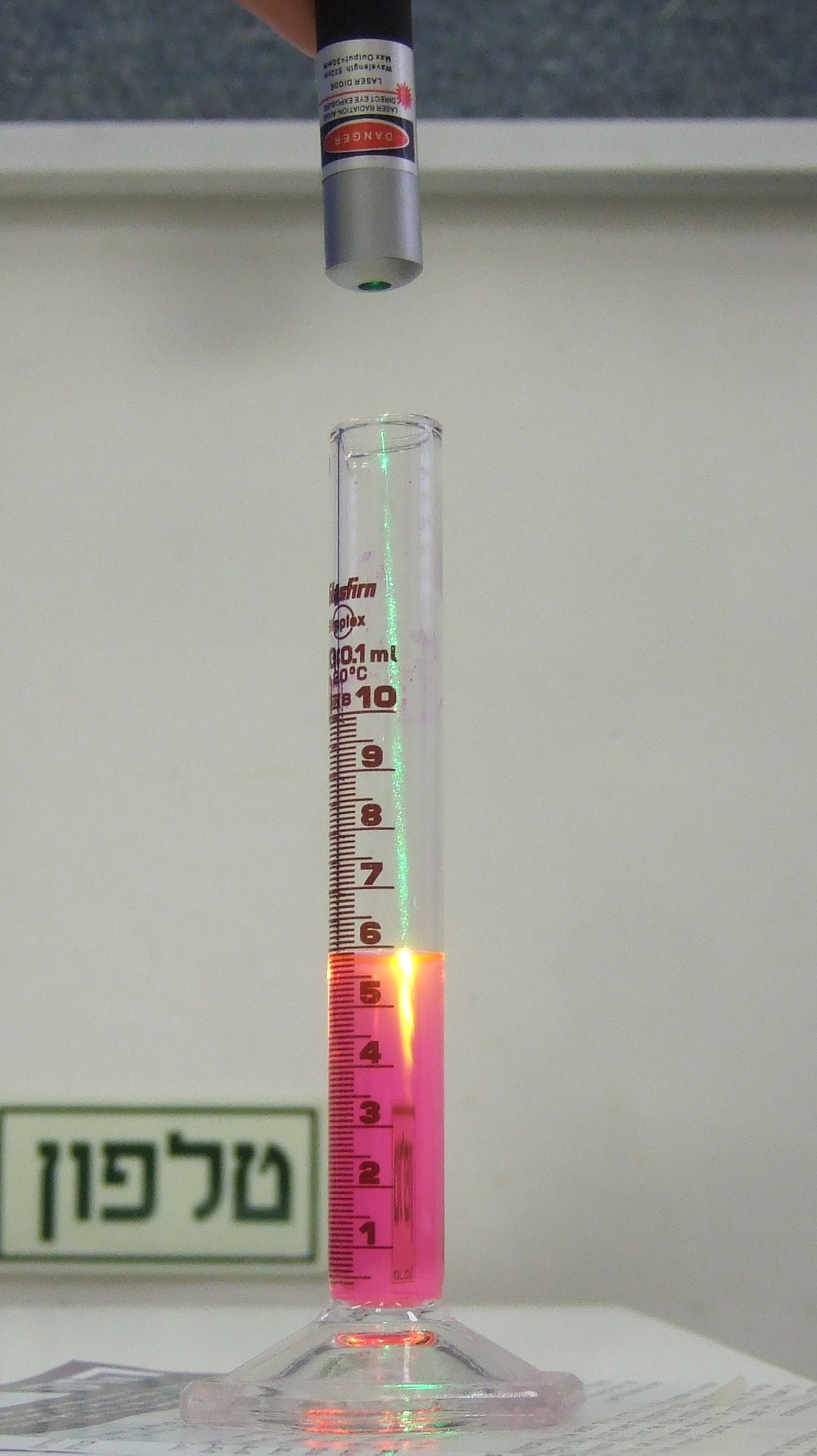
Un ejemplo de la ley de Beer–Lambert, un láser verde ilumina una disolución de rodamina 6B. El haz luminoso se va debilitando mientras avanza dentro de la disolución.

La rodamina B es un compuesto químico empleado como colorante violeta y perteneciente a la familia de las rodaminas. A menudo se utiliza como colorante de seguimiento en un líquido para rastrear la tasa y dirección de su flujo y transporte. La rodamina posee fluorescencia y puede detectarse fácilmente y a un coste bajo mediante instrumentos llamados fluorómetros. 

## Usos
Los colorantes de la familia de la rodamina son usados ampliamente en aplicaciones de biotecnología tales como microscopía de fluorescencia, citometría de flujo, la espectroscopia de correlación de fluorescencia, y los ensayos ELISA.
La rodamina B se utiliza en biología como un medio de tinción fluorescente, a veces en combinación con la auramina O, pues el colorante auramina-rodamina permite demostrar la presencia de organismos ácido-alcohol resistentes, en particular del género Mycobacterium.
La rodamina B se puede ajustar a una longitud de onda en torno a 610 nm cuando se utiliza como láser de colorante. Su rendimiento cuántico de luminiscencia es de 0'65 en el etanol básico, 0'49 en etanol, 1'0, y 0'68 en etanol al 94%. El rendimiento depende de la temperatura de fluorescencia.

## Solubilidad

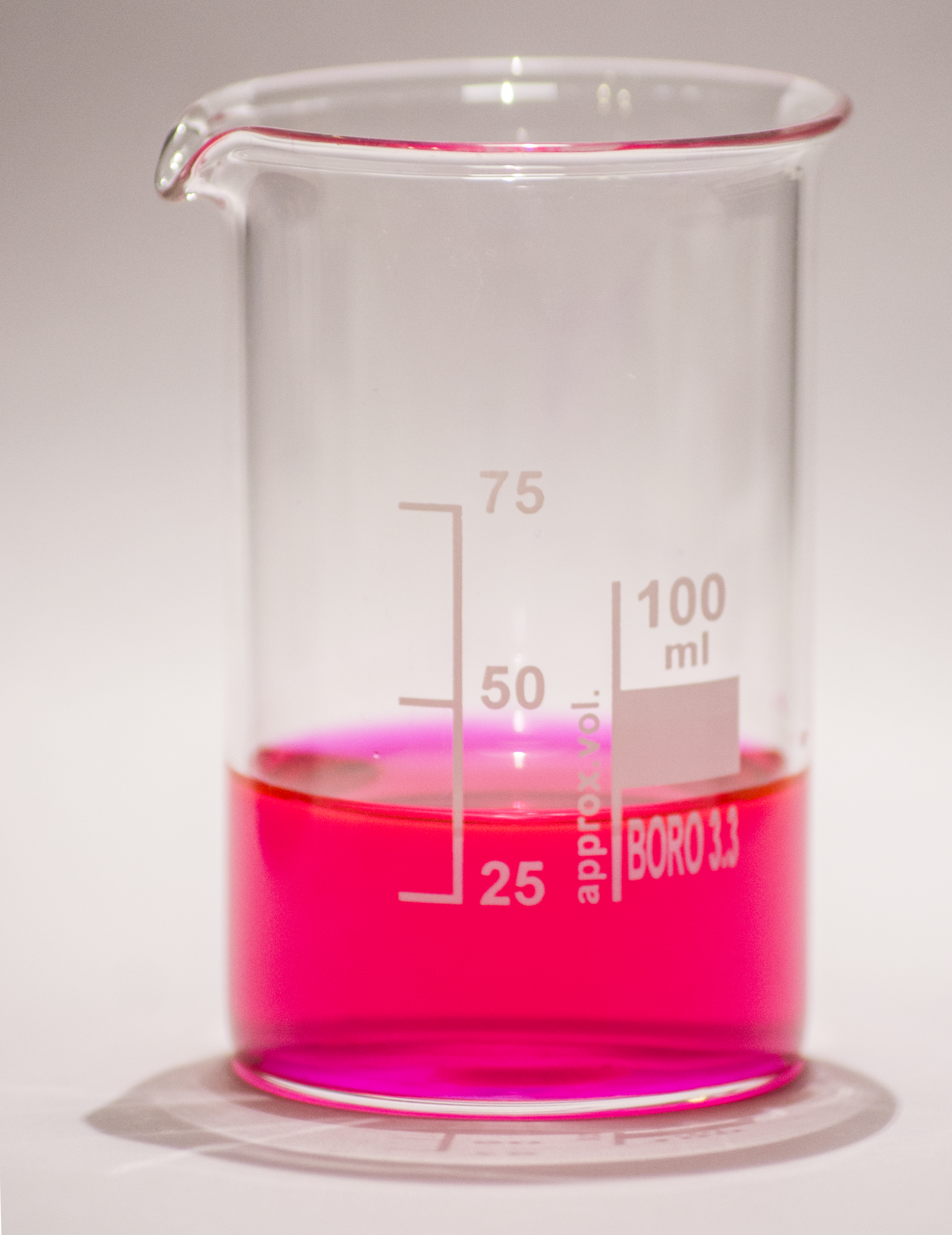
Solución acuosa de Rodamina B

La solubilidad en agua es aproximadamente de unos 50 g/L. Sin embargo, la solubilidad en solución de ácido acético (con una concentración del 30% en volumen) es de unos 400 g/L. El agua del grifo tratada con cloro descompone la rodamina B. Las disoluciones de rodamina B se adsorben en los plásticos y deben mantenerse en recipientes de vidrio.

## Otros usos
La rodamina B está siendo probada para su uso como un biomarcador de las vacunas antirrábicas orales para animales silvestres, tales como mapaches, para identificar que han comido el cebo con la vacuna. La rodamina se incorpora a los dientes y bigotes del animal.
A menudo los herbicidas también son mezclados con rodamina para marcar dónde se han utilizado.

## Seguridad y salud
En California, la rodamina B es sospechosa de poseer propiedades como carcinógeno y por ello, los productos que la contienen deben llevar una etiqueta de advertencia
En Nueva Jersey, las fichas de seguridad MSDS indican que existen pruebas limitadas de carcinogenicidad en animales de laboratorio, y no hay evidencia en absoluto en seres humanos.